# المؤيد محمد بن المتوكل
المؤيد محمد بن المتوكل (ولد في 1634 - توفي في 27 أبريل 1686) إمام الدولة الزيدية في اليمن من 1681 إلى 1686. ينتمي إلى عائلة القاسمي التي تنحدر من نسل النبي محمد التي سيطرت على الإمامة الزيدية من 1597 إلى 1962.
كان محمد ابن الإمام المتوكل إسماعيل. عندما توفي ابن عمه وسلفه المهدي أحمد في 1681 ادعى العديد الإمامة. من خلال الجهود الدبلوماسية التي بذلها العلماء وتسوية النزاع دون إراقة دماء تم اختيار المؤيد محمد إماما للدولة. في البداية أقام في صنعاء لكنه انتقل لاحقا إلى دروان. خلال فترة حكمه القصيرة بدأت الدولة الزيدية التي أسسها جده تتقلص. طرد رجال قبائل يافا في الشرق المحافظ وضاعت من الآن فصاعدا للمملكة اليمنية. المؤيد محمد لم يكن زعيما حربيا وإنما كان ذو شخصية زاهدة وشديدة التدين المتخصص للتعلم الديني. العالم محمد الشوكاني اعتبره واحد من الأئمة الصالحين. توفي في 1686 في همان علي في منطقة أنيس ربما من التسمم. دفن الإمام المتوفى في جبل دروان إلى جانب والده وادعى سبع متنافسين الإمامة من بعده حتى وصلت إلى المهدي محمد بعد صراع عنيف.